# Pleurochorium annandalei
Pleurochorium annandalei är en svampdjursart som först beskrevs av James Barrie Kirkpatrick 1908.  Pleurochorium annandalei ingår i släktet Pleurochorium och familjen Euretidae. Inga underarter finns listade i Catalogue of Life.